# Radio Monte Carlo TV
Radio Monte Carlo TV è un canale televisivo italiano che trasmette programmazione di soli video musicali internazionali, dedicata in particolare a Pop, R'n'B, Soul. È disponibile in HD sul satellite sul canale 67 di Tivùsat, sul canale 716 di Sky Italia e sul sito internet di Radio Monte Carlo.

## Storia
Radio Monte Carlo TV assieme a Radio 105 TV nasce nel 2011 da SingSingMusic (gruppo Finelco) unicamente in streaming sul sito della radio. Il 10 aprile 2020 ha iniziato le trasmissioni sul satellite, sostituendo Virgin Radio TV, che rimane comunque visibile sul canale 257 del digitale terrestre.
Dal 27 aprile 2020 approda sulla piattaforma Sky Italia alla posizione 716.
Dal 21 dicembre 2022 il canale passa in alta definizione sul satellite, mentre il 17 gennaio successivo anche in streaming su Mediaset Infinity.

## Palinsesto
Il canale trasmette esclusivamente video musicali internazionali a rotazione.
Dall'11 aprile 2023 trasmette in simulcast radio-tv dal lunedì al venerdì dalle 18:00 alle 20:00 il programma del drive-time serale "Take It Easy" con la conduzione di Tamara Donà e Giancarlo Cattaneo. Solo durante tale programma vengono trasmessi anche video musicali di artisti italiani.

### Attualmente in onda
- Take It Easy (dal lunedì al venerdì dalle 18:00 alle 20:00 con Tamara Donà e Giancarlo Cattaneo)